# Brink (spel)
Brink är en klass- och uppgiftsbaserad förstapersonsskjutare som utvecklats av Splash Damage och publiceras av Bethesda Softworks. Spelet är tillgängligt på Playstation 3, Xbox 360 och PC.

## Gameplay
Brink är en förstapersonsskjutare med fokus på rörelser i parkourstil. Upp till sexton spelare kan spela tillsammans online. Det finns både kooperativa och team-baserade tävlingsalternativ samt möjlighet att spela mot bots. 
Man kan utforma sin karaktär och föremål till detta kan köpas med erfarenhetspoäng som spelaren får genom uppnå mål. Samma erfarenhetspoäng kan tjänas in i både singleplayer och multiplayer. 
Splash Damage har till spelet utvecklat vad de kallar SMART (Smooth Movement Across Random Terrain)-systemet. Systemets uppgift är att tillåta spelare att manövrera i komplicerade miljöer utan lika komplicerad inmatning genom att analysera spelarens position och bedöma vad de försöker göra. 
Det finns fyra sorters karaktärer, soldaten, sjukvårdaren, ingenjören och den operativa. Soldatklassen kan ge förnödenheter till sina lagkamrater och använder sprängämnen för att förstöra viktiga mål. Ingenjörsklassen ökar sina lagkamraters vapens effektivitet och kan placera ut stationära torn. Sjukvårdarklassen kan läka sårade lagkamrater och öka sina lagkamraters hälsa. Den operativa klassen kan utföra sabotage och kan förklä sig som en av fiendelaget. 
Gruppbefälssystemet ger spelarna sammanhangsberoende uppdrag. Spelarens specifika position på kartan, hans relativa skicklighet, pågående utvecklingen inom det övergripande uppdraget, och en mängd faktorer påverkar de tillgängliga uppdragen. Under både online- och offlinespel kan spelaren erövra eller försvara befälsposter.

## Handling
Spelet utspelar sig i en nära framtid i en flytande stad utanför San Francisco, känd som "The Ark". Staden var bara tänkt att ha en befolkning på 5.000 personer, men till slut sörjde den för tio gånger så många människor. Befolkningen blev snabbt missnöjd med brist på mat, kläder och vatten, och bildade en fraktion kallad "The Resistance". Efter att The Arks ledare vägrade ge de det de ville ha, beväpnade de sig för att ta makten och distribuera vatten och mat fritt och hävdade att The Ark har gott om förnybara resurser. The Ark hade till att börja med inget behov av en säkerhetsstyrka, men staden började snabbt rekrytera och staden handlade upp eldvapen för att motverka motståndsrörelsen. I spelets nutid är den enda plats på The Ark där det finns någon mån av fred området kring huvudstaden, där The Arks ledare frenetiskt försöker kontakta omvärlden med begäran om hjälp. Motståndsrörelsen ses av säkerhetsstyrkorna som terrorister, och motståndet ser på säkerhetsstyrkorna som förtryckande soldater som anlitas av The Arks ledare för att krossa motståndsrörelsen. Man kommer att kunna spela som både fraktionerna.